# Fuego verde
Fuego verde (Green Fire) es una película estadounidense de 1954 dirigida por Andrew Marton, con actuación de Stewart Granger, Grace Kelly, Paul Douglas, Murn Ve y Jon Eric.

## Argumento
Rian Mitchell (Stewart Granger) es un aventurero que ha decidido buscar esmeraldas en un país de Sudamérica, Colombia. En un monte cercano a un río encuentra una veta muy prometedora, por lo que organiza la extracción de las piedras preciosas. Al fondo del valle se encuentra la hacienda de Catherine (Grace Kelly), en la que se cultiva café. Mitchell y Catherine hacen buenas migas, pero cuando comienza a llover sin cesar y el río crece, la plantación de Catherine está en serio peligro. La única solución sería dinamitar el monte, para cambiar el curso de las aguas. Pero Mitchell no quiere perder sus minas de esmeraldas, ahora que está cerca de conseguir las piedras preciosas.